# Lanham (Maryland)
Pour les articles homonymes, voir Lanham.
Lanham est une ville située dans le comté de Prince George, dans l'État du Maryland, aux États-Unis. Sa population était de 10 157 habitants en 2010.

## Géographie
Selon le Bureau du recensement des États-Unis sa superficie totale est de 9,2 km2, dont 0,54 % de plans d'eau.

## Économie
La ville est le siège des entreprises Shoppers Food & Pharmacy (pharmaceutique), Vocus (informatique), Radio One (média) et Rowman & Littlefield (édition). Lanham est également le siège de la Société américaine d'entomologie.

## Monuments
Un centre islamique ouvre officiellement à Lanham , en présence de plusieurs personnalités dont le président turc Recep Tayyip Erdoğan, le samedi 2 avril 2016. Ce chantier à 170 millions d’euros a été en grande partie financé par la Direction turque des Affaires Religieuses (Diyanet), une fondation qui finance des projets islamiques en Turquie et dans le monde. La mosquée fait partie d’un complexe qui comprend un centre culturel, des maisons d’architecture traditionnelle turque, un jardin, deux hammams, des piscines, des commerces, un hôpital.